# 丁烯草胺
丁烯草胺是一种含氮有机氯化合物，化学式C
17H
24ClNO
2，属于氯乙酰苯胺类除草剂，其作用方式为抑制细胞分裂。它在pH 7.4时的Log D为4.71。